# Уотерхаус, Джордж
Джордж Ма́рсден Уотерха́ус (англ. George Marsden Waterhouse; 6 апреля 1824, Пензанс, Британская империя — 6 августа 1906, Торки, Британская империя) — премьер Южной Австралии и Новой Зеландии.
Его отец, Преподобный Джон Уотерхаус, был смотрителем уэслианской миссии в Полинезии и Австралии. Уотерхаус родился в Пензансе, графство Корнуолл, и в 15 лет его семья переехала в Хобарт. Спустя четыре года он отправился в Аделаиду, где начал своё дело как мелкий торговец.
Он впервые был избран в парламент в избирательном округе Восточного Торренса в августе 1851 года. Ушёл в отставку спустя три года, но вновь был избран в 1857 году, после чего вновь ушёл в отставку.
Он поддерживал экономическое развитие колонии посредством свободной торговли, и был снова избран в Законодательный совет Южной Австралии в 1860 году, где выступал за единые тарифы для всей Австралии. Был главным секретарём в первом кабинете министров Томаса Рейнольдса с мая 1860 по февраль 1861 года. После того, как срок полномочий у Рейнольдса закончился, Уотерхаус сформировал новое правительство, чтобы решить проблемы, которые создал член Верховного суда Австралии судья Бутби, возражавший против законности Апелляционного суда, что противоречило новой Конституции Австралии. Когда тот вопрос был решён, Уотерхаус собрался в отставку, но его уговорили создать новое правительство, которое просуществовало до июля 1863 года, пока ему не пришлось уйти в отставку из-за обвинений в неправильной экономической политике и растрате средств. В следующем году он уехал из Южной Австралии и поселился на некоторое время в Англии.
В 1869 году Уотерхаус эмигрировал в Новую Зеландию и на следующий год стал членом Новозеландского Законодательного совета. Он был в правительстве Фокса с 30 октября по 20 ноября 1871 года, и в октябре 1872 года стал премьер-министром без портфеля. Он ушёл в отставку в марте 1873 года из-за того, что в качестве члена верхней палаты парламента не мог удержать контроль над правительством. Оставался членом парламента, не занимая никакого официального поста в течение многих лет, пока в 1889 году из-за своего подорванного здоровья ему не пришлось вернуться в Англию, где он и умер в городе Торки 6 августа 1906 года на 82-м году жизни.
Его карьере в значительной степени мешало плохое состояние здоровья.